# Сосново-дубові насадження (виділ 16)
«Сосново-дубові насадження» — ботанічна пам'ятка природи місцевого значення. Пам'ятка природи розташована на території Бородянського району Київської області, Пісківська селищна рада, має площу 1 га. 
Пам’ятка розташовується на землях Пісківської селищної ради Бородянському районі на території Тетерівського лісництва ДП «Тетерівське лісове господарство» – квартал 63, виділ 16.
Об’єкт створено рішенням виконкому Київської обласної ради народних депутатів № 524 від 19.08.1968 р.
Пам’ятка продставлена цінними ділянками змішаних насаджень на березі р. Тетерів віком орієнтовно 140 років.